# Ghiacciaio Trainer
Il ghiacciaio Trainer è un ghiacciaio lungo circa 21 km situato nella parte nord-occidentale della Dipendenza di Ross, nell'Antartide orientale. Il ghiacciaio Trainer, il cui punto più alto si trova a circa 2200 m s.l.m., si trova sulla costa di Borchgrevink, nella parte orientale dei monti della Vittoria, dove fluisce verso nord-est, scorrendo lungo il versante orientale del monte Finch fino a unire il proprio flusso, a cui nel frattempo si è unito quello del ghiacciaio Gruendler, a quello del ghiacciaio Trafalgar.

## Storia
Il ghiacciaio Trainer è stato mappato da membri dello United States Geological Survey (USGS) grazie a fotografie aeree scattate dalla marina militare statunitense nel periodo 1960-64, e così battezzato dal Comitato consultivo dei nomi antartici in onore di Charles Trainer, un meteorologo di stanza alla stazione Hallett nel 1960.